# Stefan Peter
Stefan Peter (República Federal Alemana, 17 de noviembre de 1964) es un nadador alemán retirado especializado en pruebas de estilo espalda, donde consiguió ser medallista de bronce mundial en 1982 en los 4 x 100 metros estilos.

## Carrera deportiva
En el Campeonato Mundial de Natación de 1982 celebrado en Guayaquil (Ecuador), ganó la medalla de bronce en los relevos de 4 x 100 metros estilos, con un tiempo de 3:44.78 segundos, tras Estados Unidos (oro con 3:40.84 segundos que fue récord del mundo) y la Unión Soviética (plata con 3:42.86 segundos).